# Texas (Groß Oesingen)
Texas ist ein Ortsteil der Gemeinde Groß Oesingen im Landkreis Gifhorn in Niedersachsen. Er ist nach dem US-amerikanischen Bundesstaat Texas benannt.

## Lage
Das Dorf liegt südwestlich von Groß Oesingen in der Nähe der Wiehe. Südlich von Texas liegt der Flugplatz Ummern. Nachbarorte sind Zahrenholz im Norden, Groß Oesingen im Nordosten und Schmarloh im Westen.

## Geschichte
Nachdem die Schäferei zu Beginn des 20. Jahrhunderts unwirtschaftlich geworden war, blieb die Heidelandschaft südwestlich von Zahrenholz weitgehend unbewirtschaftet. Nachdem Anfang der 1930er Jahre Bemühungen aus Ummern, dort Siedlerstellen zu errichten, nicht zum Erfolg führten, kaufte die Hannoversche Siedlungsgesellschaft in den Jahren 1935/36 die Fläche auf. Ein Teil der Fläche wurde ab September 1944 vom Fliegerhorst Wesendorf als Abstellfläche und Feldflugplatz genutzt, bis Anfang April 1945 der Feldflugplatz durch einen Angriff amerikanischer Bomber zerstört wurde.

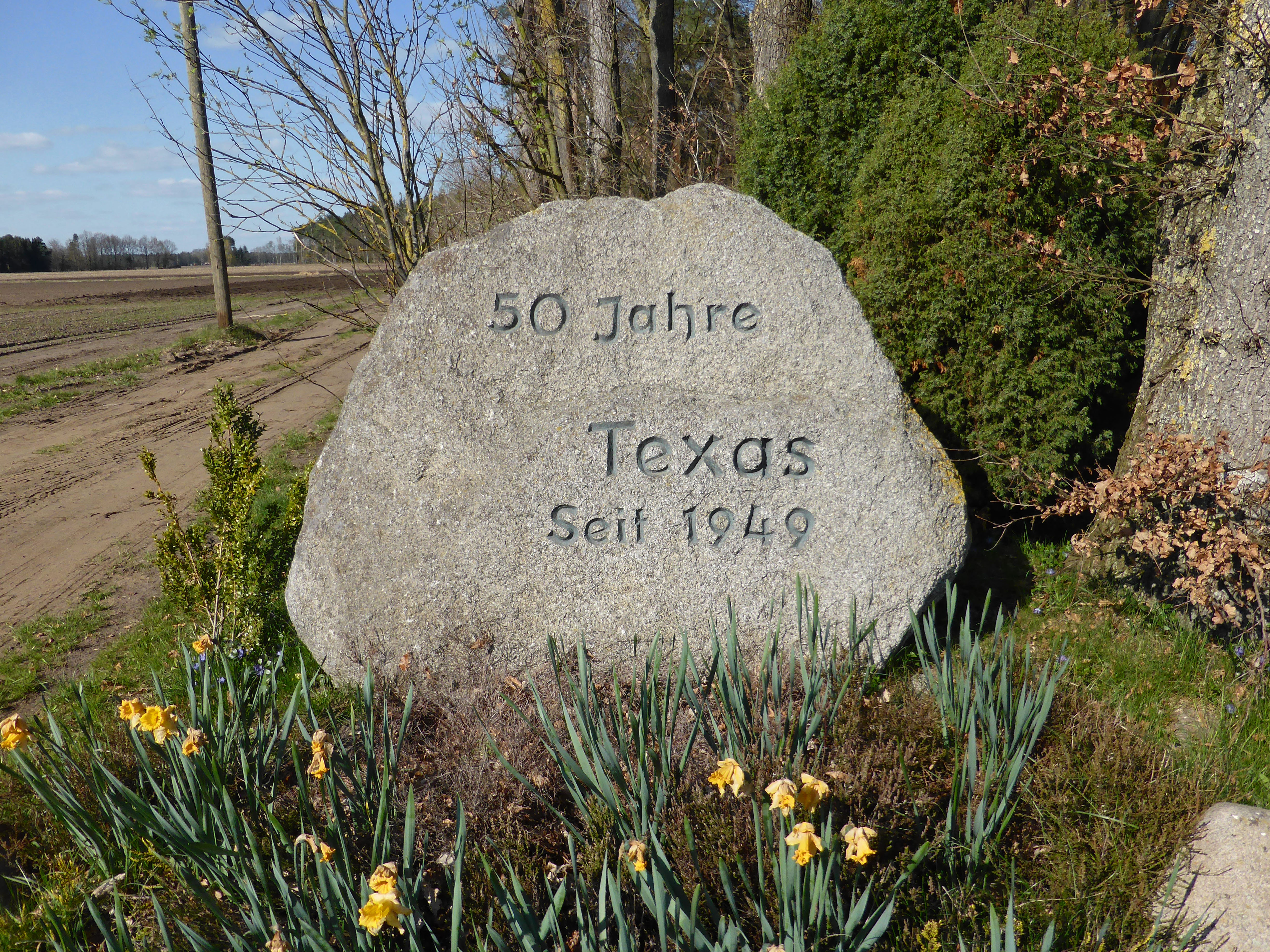
Gedenkstein an die Gründung 1949

1949 wurde die Siedlung Texas gegründet, und das erste neuerbaute Haus wurde bereits in diesem Jahr bezogen. Zunächst wurden sieben Siedlerstellen geschaffen, der später noch eine achte Siedlerstelle folgte. Die Siedler, die teilweise aus der Umgebung stammten, teilweise Heimatvertriebene waren, gestalteten die Heideflächen und das Ödland zur Kulturlandschaft um. 1950 wurde Bruchmaterial von Fliegerhorst Wesendorf, dessen betonierte Start- und Landebahn abgetragen wurde, nach Texas gefahren und damit der Weg nach Zahrenholz befestigt.
Am 1. März 1974 wurde die Gemeinde Zahrenholz, zu der Texas politisch als Ortsteil und auch postalisch gehörte, in die Gemeinde Groß Oesingen eingegliedert. 1999, anlässlich der Feier zur 50-jährigen Gründung der Siedlung, wurde ein Gedenkstein aufgestellt.
Eine Buslinie der Verkehrsgesellschaft Landkreis Gifhorn führt heute von Texas bis nach Groß Oesingen. Gastronomie oder Einzelhandel sind in Texas nicht vorhanden.